# Old Man Blues
Pour les articles homonymes, voir Old Man et Blues.
Clip vidéo
[vidéo] « Duke Ellington Orchestra - Old Man Blues - extrait du film (1930) », sur YouTube
Old Man Blues (blues du vieil homme, en anglais) est un standard de jazz-blues swing hot jazz américain, composé par Duke Ellington et Irving Mills,, filmé et enregistré en 1930 à Hollywood et chez Victor Talking Machine Company, avec son big band jazz Cotton Club orchestra pour la musique de son second film Check and Double Check (en), de Melville W. Brown.

## Historique
Duke Ellington compose ce titre swing-hot jazz avec son producteur-compositeur-associé Irving Mills, et son « Style Jungle » emblématique des Roaring Twenties (années rugissantes, ou années folles des années 1920) de l'époque, pour sa seconde apparition au cinéma américain, après son premier film Black and Tan tourné à Hollywood en 1929.

Duke Ellington et son orchestre big band jazz
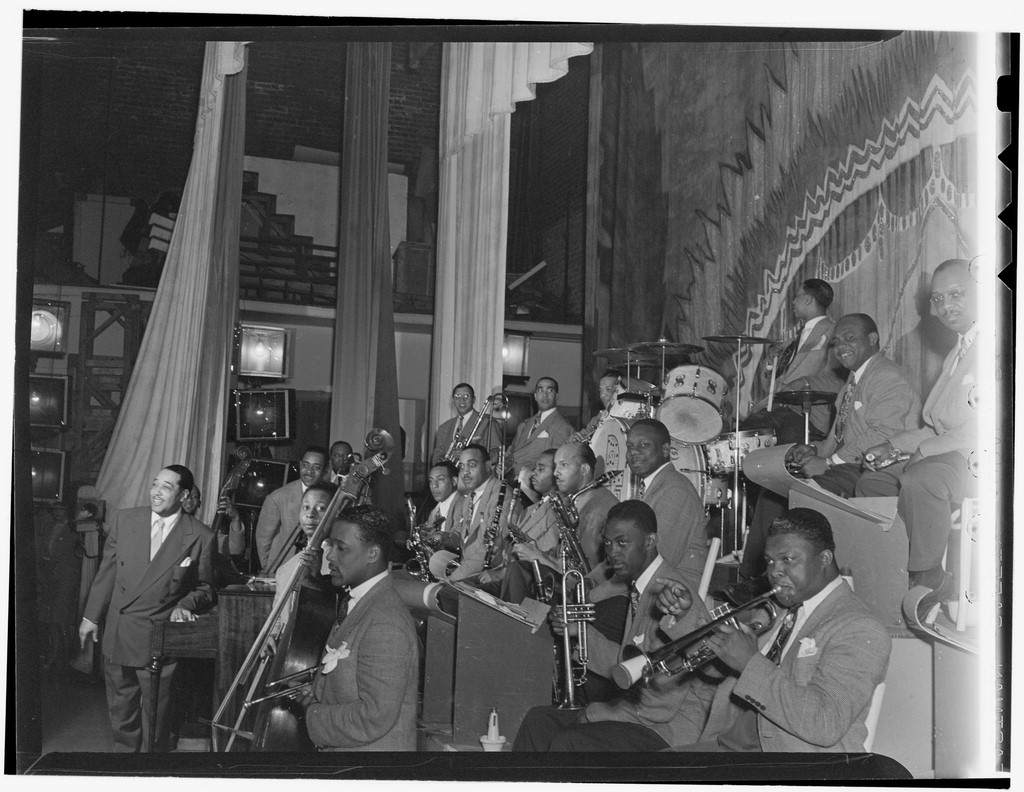
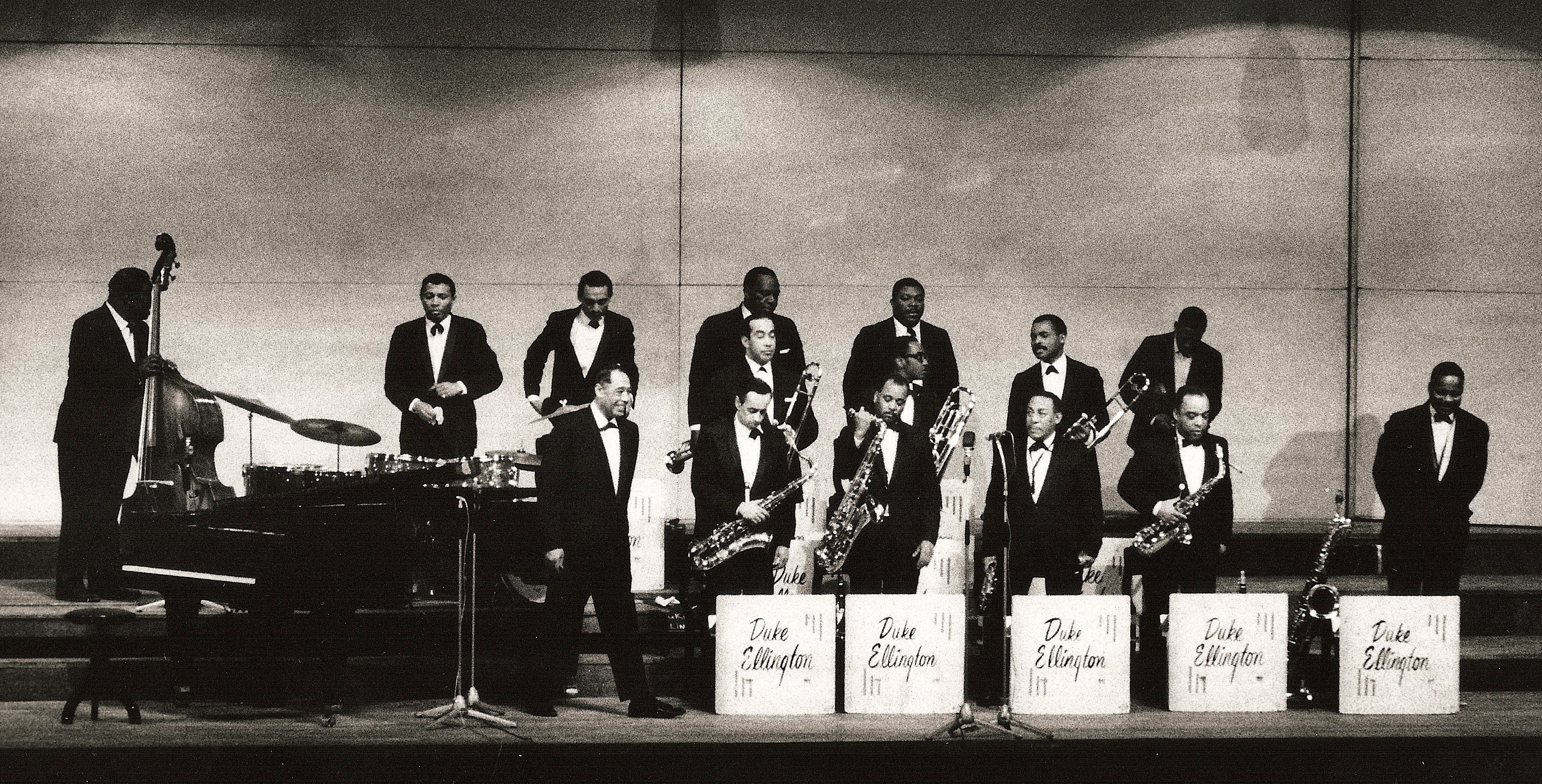

Ce film et ce tube contribuent au début du succès international de son big band jazz et de sa longue carrière.

## Big band jazz
- Duke Ellington : piano, chef d'orchestre[5]
- Arthur Whetsol, Freddie Jenkins (en), Cootie Williams : trompette
- Joe Nanton, Juan Tizol : trombone
- Johnny Hodges, Harry Carney, Barney Bigard : saxophone et clarinette
- Wellman Braud : contrebasse
- Fred Guy : banjo
- Sonny Greer : batterie

## Reprise
Ce standard de jazz est repris en particulier par Louis Armstrong en  1931, ou Sidney Bechet en 1940...

## Cinéma
- 1930 : Check and Double Check (en), de Melville W. Brown (musique du film).